# Je suis malade (chanson)
Pour l’article homonyme, voir Je suis malade (album).
Singles de Serge Lama
Les Glycines
(1973) La chanteuse a vingt ans
(1973)
Clip vidéo
[vidéo] « "Je suis malade" (archive INA, 1975) », sur YouTube
Je suis malade est une chanson de Serge Lama, sortie en 1973 en single et sur l'album homonyme. Écrite par Serge Lama sur une musique composée par Alice Dona, la chanson devient le titre le plus emblématique du répertoire de Serge Lama qui régulièrement la reprend sur scène.

## Histoire
La chanson Je suis malade est inspirée d'un vrai chagrin d'amour de Serge Lama, l'histoire d'une relation longtemps secrète.
En 1969, le chanteur rencontre, à Chamonix, Michèle Potier. L'amour s'impose comme une certitude, mais ils ne sont libres ni l'un ni l'autre : lui a épousé en 1968 Daisy Brun son attachée de presse, elle est mariée et mère d'un petit garçon. Ils s'aiment en secret durant plusieurs années et se promettent de recouvrer leurs libertés, mais Michèle hésite et finalement le fuit et s'installe au Maroc pour des raisons professionnelles. Lama est désespéré, il veut mettre des mots sur sa douleur sans y parvenir, jusqu'au jour où il se confie à son amie Alice Dona : « cette histoire me fait mal, ça me rend malade ». Rentrée chez elle, au piano, Alice Dona, compose en quelques heures une mélodie […], que très vite, elle fait écouter au chanteur. C'est une révélation et Serge Lama écrit d'un jet la quasi-totalité du texte. Il dira plus tard « Les 80% de la chanson je les ai écrits en 20 minutes, c'est presque une honte.[…] ça m'est tellement sorti du cœur que j'ai [..] tout de suite senti que cette chanson avait quelque chose que les autres n'avaient pas. ».
Pour autant rien n'est fait. Sa maison de disque Philips ne croit pas en la chanson et pour l'imposer Lama menace de partir si on lui refuse de l'enregistrer. Il obtient gain de cause et bientôt Je suis malade sort en 45 tours. Las, les programmateurs radios lui préfèrent la face B, l'entrainante et gaie chanson qu'est Les P'tites Femmes de Pigalle qui devient un hit. À chaque occasion pourtant Lama chante Je suis malade, à la télévision, à la scène […], la reconnaissance viendra, non pas (en cette période), à travers lui, mais d'une reprise par Dalida très touchée par le propos de la chanson et dont l'interprétation inspirée et désespérée va séduire le public.
Après cela, la popularité même de Serge Lama en est chamboulée et il devient définitivement un auteur-interprète reconnu et populaire. Bien des années plus tard, l'artiste confie : « Un 33 tours de Serge Lama à l'époque ça valait 4000-5000 albums […] Mais après Les Ballons rouges c'est 1 million. »
La reconnaissance vient pour le créateur de Je suis malade, en 1974, lorsqu'un soir sur la scène de l'Olympia de Paris, Serge Lama achève la chanson en l'interprétant sans micro a cappella devant un public conquis qui lui fait un triomphe,.
Autre bonheur, le retour de Michèle, libres et ensemble, ils donnent le jour à un garçon nommé Frédéric en 1981 et s'épousent dix ans plus tard. Michèle meurt en 2016 à 71 ans, victime d'un accident vasculaire cérébral. Sa disparition donne à la chanson une autre dimension, Lama qui n'a pas renoncé à la chanter sur la scène déclare : « Tous les soirs lorsque cette chanson arrive, je sais que c'est un obstacle qu'il faut sauter […], il me faut généralement une minute pour m'en remettre […], cette chanson mérite qu'on lui donne tout »[réf. nécessaire].

### Des mots au nom du père
Je suis malade est doublement autobiographique pour l'auteur-interprète qui inclut dans cette histoire d'amour désespérée des ressentis de son enfance. La colère, la souffrance que Serge Lama exprime avec les vers « Je suis malade comme quand ma mère sortait le soir, Et qu'elle me laissait seul avec mon désespoir » ou encore « Je suis comme un orphelin dans un dortoir ». Ces mots à l'attention de son amante à qui il reproche sa déchéance, c'est en fait à sa mère qu'il les adresse se coulant dans la peau de son père, jadis chanteur d'opérette en mal de succès, qui, poussé par sa femme, a renoncé à sa carrière […]. Ce père à qui Lama « prête sa voix » lorsqu'il clame : « Tu m'as privé de tous mes chants, Tu m'as vidé de tous mes mots, Pourtant, moi j'avais du talent avant ta peau ».
Cette période de son enfance, Lama l'a déjà précédemment évoquée dans la chanson mi douce-mi amère Le temps de la rengaine (en 1968 elle ouvre l'album D'aventures en aventures) : « […] Maman rêvait qu'elle avait une vraie cuisine, Pendant que papa barytonnait aux Capucines, C'était un temps chouette que ce temps-là […], Un jour papa a vendu de la margarine, Pour que maman puisse chanter dans sa cuisine, C'était un temps dur que ce temps-là, J'en ai les larmes aux yeux quand je pense à tout ça ». 

## Discographie

### Serge Lama
1973 :
- 45 tours Philips 6009 402 : Je suis malade - Les P'tites Femmes de Pigalle[1],[13]
- 33 tours Philips  6325 020[14] Je suis malade.

- 2022 : version parlée dite à nu, façon théâtre (sans aucun accompagnement musical), sur l'album Aimer

Discographie live :
- 1974 : Serge Lama à l'Olympia
- 1996 : Lama l'ami
- 2003 : Un jour, une vie

### Dalida
1973 :
- 33 tours  Sonopresse IS 39706[15].
- 45 tours Sonopresse IS 45 713 : Vado via - Je suis malade[16]

## Classements

### Version de Serge Lama
| Classement (1973)                       | Meilleure position |
| --------------------------------------- | ------------------ |
| France (CIDD)                           | 22                 |
| Belgique (Wallonie Ultratop 50 Singles) | 8                  |

| Classement (2013)                                    | Meilleure position |
| ---------------------------------------------------- | ------------------ |
| Belgique (Wallonie Ultratop Back Catalogue Singles), | 41                 |

### Version de Dalida
| Classement (1973)                       | Meilleure position |
| --------------------------------------- | ------------------ |
| Belgique (Wallonie Ultratop 50 Singles) | 25                 |

| Classement (2017) | Meilleure position |
| ----------------- | ------------------ |
| France (SNEP)     | 113                |

## Reprises et adaptations

### Reprises
Outre la version de Dalida en 1973, Je suis malade a notamment été reprise par (liste non exhaustive) :  
- 1975 : Mireille Mathieu dans le Numéro 1 Mireille Mathieu de Maritie et Gilbert Carpentier du 24 mai 1975 (sortie CD en 2017 dans la compilation Made in France).
- 1994 : Lara Fabian[24].
- 1996 : Richard Anthony
- 2003 : Thierry Amiel[25].
- 2007 : R.wan
- 2008 : Tereza Kesovija
- 2013 : Saara Aalto pour son album You Had My Heart (en)
- 2022: Forestella[26]
- 2023: LEJ

Et aussi : Alice Dona et Jean-Félix Lalanne (2013)[réf. nécessaire]

### Adaptation
- En 1973, Je suis malade est adaptée en italien par Giorgio Calabrese sous le titre Sto male et est interprétée par la chanteuse italienne Ornella Vanoni[27].

- Une version tchèque est interprétée en 1975 par Marie Rottrová (cs) sous le titre de To mám tak ráda[28].

- Une version néerlandaise est interprétée en 1974 par Conny Vandenbos sous le titre Ik tel m'n dagen[29].

- Une version espagnole est interprétée en 1976 par Mari Trini sous le titre Estoy enferma[30].